# Anthela
Anthela is een geslacht van vlinders van de familie Anthelidae, uit de onderfamilie Anthelinae.

## Soorten
- A. acuta (Walker, 1855)
- A. achromata Turner, 1904
- A. addita Walker, 1865
- A. adriana (Swinhoe, 1902)
- A. allocota Turner, 1921
- A. angiana Joicey, Noakes & Talbot, 1915
- A. ariprepes Turner, 1921
- A. asciscens Lucas, 1891
- A. aspilota Turner, 1902
- A. astata Turner, 1926
- A. asterias Meyrick, 1891
- A. barnardi Turner, 1922
- A. binotata Butler, 1886
- A. brunneilinea Hulstaert, 1924
- A. callicesta Turner, 1924
- A. callileuca Turner, 1922
- A. callispila Lower, 1905
- A. callixantha Lucas, 1902
- A. canescens Walker, 1855
- A. carneotincta Swinhoe, 1903
- A. censors Walker, 1865
- A. centralistrigata (Bethune-Baker, 1904)
- A. cinerascens Walker, 1855
- A. clementi Swinhoe, 1902
- A. cnecias Turner, 1921
- A. complens Swinhoe, 1892
- A. connexa Walker, 1855
- A. conspersa Walker, 1855
- A. consuta (Lucas, 1899)
- A. crenulata Swinhoe, 1903
- A. cupreotincta (Lucas, 1891)
- A. curanda Strand, 1929
- A. charon Bethune-Baker, 1908
- A. decolor Turner, 1939
- A. delineata Walker, 1865
- A. denticulata Newman, 1856
- A. ekeikei Bethune-Baker, 1904
- A. elizabetha White, 1841
- A. epicrypha Swinhoe, 1905
- A. euryphrica Turner, 1936
- A. excellens Walker, 1855
- A. excisa Walker, 1855
- A. exoleta Swinhoe, 1893
- A. expansa Lucas, 1891
- A. ferruginea Walker, 1855
- A. ferruginosa Walker, 1855
- A. figlina Swinhoe, 1902
- A. flavala Swinhoe, 1903
- A. glauerti Turner, 1939
- A. guenei Newman, 1856
- A. habroptila Turner, 1921
- A. haemoptera Lower, 1893
- A. hamata Walker, 1855
- A. heliopa Lower, 1902
- A. hyperythra Turner, 1921
- A. inconstans Joicey, Noakes & Talbot, 1915
- A. inornata Walker, 1855
- A. integra Walker, 1855

- A. intermedia Hulstaert, 1924
- A. julia Hulstaert
- A. leucocera Turner, 1921
- A. limonea Butler, 1874
- A. linearis Lucas, 1891
- A. lineosa (Walker, 1862)
- A. linopepla Turner, 1921
- A. maculosa (Lucas, 1898)
- A. magnifica Lucas, 1891
- A. minuta (Swinhoe, 1892)
- A. neurospasta Turner, 1902
- A. nicothoe Boisduval, 1832
- A. ocellata Walker, 1855
- A. ochroptera Lower, 1892
- A. odontogrammata Joicey, Noakes & Talbot, 1917
- A. oressarcha Turner, 1921
- A. ostra Swinhoe, 1903
- A. parva (Walker, 1855)
- A. phaeodesma Turner, 1921
- A. phaeozona Turner, 1925
- A. phoenicias Turner, 1902
- A. pinguis Walker, 1865
- A. plana Walker, 1855
- A. postica Walker, 1855
- A. prionodes Turner, 1932
- A. protocentra Meyrick, 1891
- A. pudica (Swinhoe, 1902)
- A. pyromacula Lower, 1905
- A. pyrrhica Turner, 1921
- A. pyrrhobaphes Turner, 1925
- A. reducta Walker, 1855
- A. reltoni (Lucas, 1895)
- A. repleta Walker, 1855
- A. roberi Niepelt, 1934
- A. rosea Lucas, 1891
- A. rubescens Walker, 1865
- A. rubicunda Swinhoe, 1902
- A. rubriscripta (Lucas, 1891)
- A. rufifascia Walker, 1865
- A. scortea Lucas, 1891
- A. serranotata (Lucas, 1893)
- A. simplex Walker, 1855
- A. stygiana Butler, 1882
- A. subfalcata Walker, 1855
- A. succinea Lucas, 1891
- A. sydneyensis Strand, 1929
- A. symphona Turner, 1904
- A. tetraphrica Turner, 1921
- A. trisecta (Lucas, 1898)
- A. tritonea Swinhoe, 1903
- A. uniformis Swinhoe, 1892
- A. unisigna Swinhoe, 1903
- A. varia (Walker, 1855)
- A. vinosa Rosenstock, 1885
- A. virescens Turner, 1939
- A. xantharcha Meyrick, 1891
- A. xanthobapta Lower
- A. xanthocera Turner, 1922